# Cofina
Cofina é empresa portuguesa fundada em 1995 é uma holding.

## História

### Gestão
O Presidente do Conselho de Administração é Paulo Fernandes. É uma empresa cotada na Euronext Lisbon. A estratégia de desenvolvimento da companhia assenta no crescimento orgânico e no lançamento de novos produtos de média, em todos os segmentos, quer por via de aquisições, quer através de novos lançamentos. A Cofina detinha participações em vários negócios, nomeadamente média, pasta de papel, aços, entre outros. Em 2005, foi realizado o spin-off das participações fora do sector de media (Altri), ficando a Cofina, exclusivamente, com os activos de imprensa.

### 2019-2020: Críticas à possível fusão da Cofina com a TVI
Em outubro de 2019, jornalistas e comentadores da Sociedade Independente de Comunicação (SIC) criticaram a possível fusão Cofina com a TVI. O comentarista do ‘Eixo do Mal’, Pedro Marques Lopes, escreveu no Twitter: 
No dia em que o país está de luto por Freitas do Amaral, o jornal do principal grupo de comunicação social portuguesa (Media Capital + Cofina) enche a primeira página com ‘Vibradores tramam pedófilo arrependido'.
Daniel Oliveira, outro comentador do ‘Eixo do Mal’, disse que "o mais poderoso grupo de media português passará a estar nas mãos de um grupo que se dedica ao jornalismo sensacionalista e que tem uma agenda política clara. A compra da TVI pela Cofina é, em décadas, dos momentos mais determinantes para a nossa democracia". O jornalista Pedro Coelho, questionou: "Imaginem o efeito que teria num qualquer país se uma pequeníssima televisão tablóide tomasse conta de um canal nacional que foi 19 anos líder de audiências?"
A Cofina tornava-se o maior grupo de comunicação de Portugal ao comprar a TVI. A Anacom, a ERC e a Autoridade da Concorrência deram parecer favorável, autorizando que a Cofina compre a TVI em novembro de 2019,  mas desistiu do negócio em março de 2020 .